# Alfred Tonna
Alfred Tonna (* 31. Mai 1950) ist ein ehemaliger maltesischer Radrennfahrer.

## Sportliche Laufbahn
Tonna war im Straßenradsport aktiv und Teilnehmer der Olympischen Sommerspiele 1972 in München. Dort kam er im Mannschaftszeitfahren auf den 31. Platz.
Er war auch Teilnehmer der Olympischen Sommerspiele 1980 in Moskau. Im Mannschaftszeitfahren kam der Vierer aus Malta mit Joseph Farrugia, Albert Micallef, Carmel Muscat und Alfred Tonna auf den 20. Rang und belegte damit den letzten Platz im Rennen. Im olympischen Straßenrennen schied er aus.
1983 wurde er Zweiter im Martell Hilly Time Trial.